# Tubal
En el Gènesi, capítol desè, Tubal o Túbal (en hebreu, תובל בן-יפת Tubal ben Iafeth) és un fill de Jàfet i net de Noè.
Diversos grups ètnics tenen tradicions que els situen com a descendents de Tubal, entre aquests, els ibers, els tabal, els georgians, els itàlics, els il·liris, els vascons i també els habitants de les Balears.

## Túbal, rei d'Ibèria
Segons la tradició catalana, després del diluvi universal, Noè encarregà als seus fills repartir-se pel món i repoblar la Terra. Jàfet fou destinat a Europa, que va repartir-la entre els seus fills. A Tubal, van tocar-li les terres de l'oest del Mediterrani; aleshores, va embarcar al port de Jafa el 2157 aC i va travessar la mar Mediterrània fins a arribar a la desembocadura del Francolí. Allà va fundar una primera ciutat, que va anomenar Tarraho (futura Tarragona), com el seu primogènit.
Tubal i la resta de la família van continuar el seu viatge per les costes catalanes fins al delta de l'Ebre, on van instal·lar-se. Allà va fundar diverses ciutats (entre aquestes, Amposta) i va anomenar el gran riu Ebre i la terra Ibèria en honor del seu segon fill, Íber.
Prop de cent anys després d'instal·lar-se a la península, Tubal i els seus fills van rebre la visita del patriarca Noè. Tubal va morir l'any 155 del seu regnat, quan anava a colonitzar Mauritània.
A la mitologia catalana, Tubal és el pare de Pirene. La llegenda explica que aquesta fugia de Geríon, el monstre de tres caps, pel Pirineu, i aquest, per tal que no es pogués escapar, va incendiar les muntanyes per deixar-la isolada.

## Dinastia tubalita
La llista de reis tubalites llegendaris és:
- Tubal (155 anys), fill de Jàfet i net de Noè.
- Íber (37 anys), fill de l'anterior. Fundador de Cotlliure.
- Idubeu (o Idubeda, Jubelda, Jubala o Jubalda) (64 anys), fill de l'anterior.
- Brigus (52 anys), fill de l'anterior. Fundador llegendari de Lleida, Requena i Sogorb.
- Tagus (o Targus) (30 anys), fill de l'anterior i fundador mític de Cartagena i Tarifa.
- Betus (31 anys), fill de l'anterior. Va morir sense hereu i el gegant Gerió va presentar batalla per ocupar la península Ibèrica i esdevenir nou rei.